# Peter Wenzel (Gewichtheber)

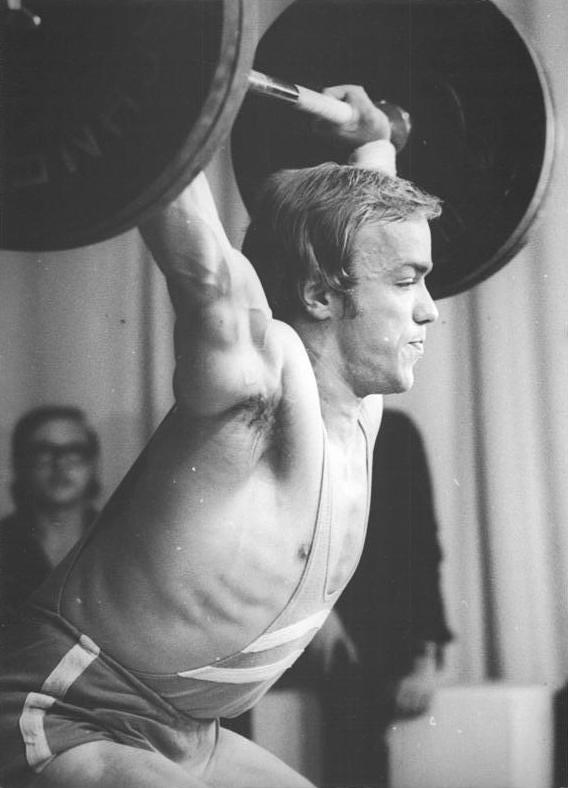
Peter Wenzel (1975)

Peter Wenzel (* 15. April 1952 in Mohlis bei Meißen) ist ein ehemaliger deutscher Gewichtheber.

## Werdegang
Peter Wenzel begann mit 14 Jahren in Meißen mit dem Gewichtheben. Sein Entdecker und erster Trainer war Karl Bräuer. Der für den SC Einheit Dresden/Meißen startende blonde Sportler hatte bald erste Erfolge und wurde 1971 DDR-Meister der Junioren im Mittelgewicht mit der vielversprechenden Dreikampfleistung von 420 kg und wurde bereits im Jahr darauf international eingesetzt. Seine größten Erfolge waren der Gewinn der Weltmeisterschaft im Mittelgewicht im Jahr 1975 und der Bronzemedaille bei den Olympischen Spielen 1976 in Montreal. Wenzel hob danach noch mit vielen Erfolgen weiter, beendete aber vor den Olympischen Spielen 1980 seine Laufbahn.
Der gelernte Schlosser bildete sich zum Trainer weiter.

## Doping in der DDR
1979 und 1980 erhielt Wenzel im Rahmen des staatlich betriebenen Zwangsdopingsystem der DDR 7200 bzw. 4785 mg Oral-Turinabol.

## Internationale Erfolge/Mehrkampf
| Jahr | Platz  | Wettbewerb                               | Gewichtsklasse | |
| 1971 | 5.     | Baltic-Cup in Lübeck                     | Mittel         | mit 417,5 kg; Sieger Leif Jensen, Norwegen, 442,5 kg vor Waldemar Baszanowski, Polen, 440 kg                |
| 1972 | 9.     | EM in Constanța                          | Mittel         | mit 432,5 kg; Sieger Jordan Bikow, Bulgarien, 477,5 kg vor Wiktor Kurenzow, UdSSR, 472,5 kg                 |
| 1973 | 2.     | WM in Havanna                            | Mittel         | mit 317,5 kg, hinter Nedeltscho Kolew, Bulgarien, 337,5 kg und vor Antal Stark, Ungarn, 312,5 kg            |
| 1974 | 1.     | Großer Preis der UdSSR in Jerewan        | Mittel         | mit 330 kg, vor Mohamed Trabulsi, Libanon, 315 kg und Smirnow, UdSSR, 312,5 kg                              |
| 1974 | 2.     | EM in Verona                             | Mittel         | mit 327,5 kg, hinter Kolew, 340 kg und vor Kurenzow, 325 kg                                                 |
| 1974 | 3.     | WM in Manila                             | Mittel         | mit 322,5 kg, hinter Kolew, 335 kg und Janko Russew, Bulgarien, 332,5 kg                                    |
| 1975 | 3.     | Großer Preis der UdSSR in Saporischschja | Mittel         | mit 320 kg, hinter Wartan Militosjan, UdSSR, 330 kg und Michailow, UdSSR, 330 kg                            |
| 1975 | 1.     | Pokal der "Blauen Schwerter" in Meißen   | Mittel         | mit 322,5 kg (140–182,5), vor Anselmo Silvino, Italien, 305 kg u. Wolfgang Hübner, DDR, 305 kg              |
| 1975 | 1.     | WM + EM in Moskau                        | Mittel         | mit 335 kg, vor Jordan Mitkow, Bulgarien, 332,5 kg und Nedeltscho Kolew, 325 kg                             |
| 1976 | 2.     | EM in Berlin                             | Mittel         | mit 335 kg, hinter Militosjan, 340 kg und vor Mitkow, 330 kg                                                |
| 1976 | Bronze | OS in Montreal                           | Mittel         | mit 327,5 kg, hinter Mitkow, 335 kg und Militosjan, 330 kg                                                  |
| 1976 | 1.     | Baltic-Cup in Lahti/Finnland             | Mittel         | mit 330 kg (145–185), vor Günter Schliwka, DDR, 322,5 kg (140–182,5) u. Arvo Ala-Pöntiö, Finnland, 307,5 kg |
| 1977 | 1.     | Baltic-Cup in Stralsund                  | Leichtschwer   | mit 330 kg, vor Waldemar Mikulski Polen und Richard Hermann Polen                                           |
| 1977 | 2.     | WM + EM in Donaueschingen                | Mittel         | mit 337,5 kg, hinter Jurik Wardanjan, UdSSR, 345 kg und vor Günter Schliwka, DDR, 330 kg                    |
| 1978 | 4.     | EM in Havířov                            | Mittel         | mit 325 kg, hinter Militosjan, 342,5 kg, Zamari Todorow, Bulgarien, 330 kg und Stark, 330 kg                |
| 1978 | 3.     | WM in Gettysburg                         | Mittel         | mit 335 kg, hinter Roberto Urrutia, Kuba, 347,5 kg und Militosjan, 337,5 kg                                 |
| 1979 | 3.     | EM in Warna                              | Mittel         | mit 332,5 kg, hinter Mitkow, 345 kg und Kolew, 337,5 kg                                                     |
| 1979 | 3.     | WM in Saloniki                           | Mittel         | mit 337,5 kg, hinter Roberto Urrutia, 345 kg und Nedeltscho Kolew, 342,5 kg                                 |

## Welt- und Europameisterschaften Einzeldisziplinen
- WM-Goldmedaillen: 1975 mit 190 kg im Stoßen,
- WM-Silbermedaillen: 1976 mit 145 kg und 1977 mit 150 kg im Reißen, 1974 mit 180 kg und 1979 mit 190 kg im Stoßen,
- WM-Bronzemedaillen: 1974 mit 142,5 kg und 1975 mit 145 kg im Reißen und 1976 mit 182,5 kg und 1977 mit 187,5 kg im Stoßen
- EM-Goldmedaillen: 1976 mit 150 kg im Reißen und 1975 mit 190 kg im Stoßen,
- EM-Silbermedaillen: 1974 mit 145 kg, 1977 mit 150 kg im Reißen und 1976 mit 185 kg im Stoßen,
- EM-Bronzemedaillen: 1975 mit 145 kg und 1979 mit 150 kg im Reißen und 1974 mit 182,5 kg, 1977 mit 187,5 kg und 1978 mit 182,5 kg im Stoßen

## DDR-Meisterschaften
Peter Wenzel wurde DDR-Meister/Mehrkampf 1971, 1973, 1974, 1975 und 1977 im Mittelgewicht, sowie 1976 und 1978 im Leichtschwergewicht. Außerdem gewann er noch 14 DDR-Titel in den Einzeldisziplinen Reißen und Stoßen.

## Erläuterungen
- Wettbewerbe bis 1972 im olympischen Dreikampf, bestehend aus Drücken, Reißen und Stoßen,
- Wettbewerbe ab 1973 im Zweikampf, bestehend aus Reißen und Stooßen,
- OS = Olympische Spiele,
- WM = Weltmeisterschaften,
- EM = Europameisterschaften,
- Mittelgewicht, damals bis 75 kg Körpergewicht,
- Leichtschwergewicht, damals bis 82,5 kg Körpergewicht